# NGC 7287A
NGC 7287A је спирална галаксија у сазвежђу Водолија која се налази на NGC листи објеката дубоког неба.
Деклинација објекта је - 22° 12' 8" а ректасцензија 22h 28m 48,9s. Привидна величина (магнитуда) објекта NGC 7287 износи 15,0 а фотографска магнитуда 16,0. NGC 7287A је још познат и под ознакама ESO 602-20A, PGC 68960.